# Gla (Griekenland)
Gla (Grieks: Γλα of Γλας) is een belangrijke Myceense archeologische vindplaats in Griekenland en is nog volledig onaangeroerd. Men kan rond de oude vestiging rijden over een kiezelweg. De omwalling is ongeveer 3 km lang en 5 meter hoog. De verhoogde vlakte wordt in 2018 ingenomen door struikgewas en grazende geiten. Ondanks haar enorme grootte, meer dan tien keer groter dan het hedendaagse Athene of Tiryns, wordt Gla niet genoemd in de Ilias.